# Sukumari
Sukumari, née Khurshid Akhtar, (6 octobre 1940 - 26 mars 2013) est une actrice du cinéma indien connue pour son travail dans les films malayalams et tamouls.
Sukumari a commencé à jouer à l'âge de 10 ans. En 2003, elle reçoit la médaille Padma Shri du  gouvernement de l'Inde, pour ses contributions aux arts. Elle remporte le National Film Award de la meilleure actrice dans un second rôle pour son rôle dans le film tamoul Gramam (en) (2010) et le Filmfare Award South de la meilleure carrière, en 2005, pour l'ensemble de sa carrière. Elle meurt à Chennai, des suites d'une crise cardiaque.